# Paweł Karol Hryniewiecki
Paweł Karol Hryniewiecki herbu Przeginia (zm. 22 kwietnia 1691 roku) – skarbnik bielski od  1671 roku.
W 1674 roku był elektorem Jana III Sobieskiego z ziemi bielskiej.